# Urban Yeti!
Urban Yeti! est un jeu vidéo d'action développé par Cave Barn Studios et édité par Telegames, sorti en 2002 sur Game Boy Advance. Le jeu met en scène un yéti cherchant une femelle dans une ville d'humains. En vue de dessus, le joueur doit accomplir différentes missions. Le jeu a reçu un accueil moyen de la presse à cause de problèmes techniques mais a été apprécié pour son humour.

## Trame
L'intrigue d'Urban Yeti! tourne autour d'un yéti à la recherche d'une femelle au sein d'une grande ville peuplée par des humains.

## Système de jeu
Le jeu se joue en vue de dessus similairement aux premiers Grand Theft Auto,. Le joueur doit naviguer à travers a la ville afin de remplir des missions qui prennent la forme de mini-jeux, comme par exemple le yéti devant trouver un travail pour pouvoir payer le péage d'un pont. En naviguant à travers la ville, le yéti est attaqué par les habitants et doit éviter de se faire tuer. Le jeu comprend quatre mini-jeux et quatre missions à compléter. Une fois les mini-jeux terminés, le joueur ne peut pas revenir sur ses pas et doit faire appel à un système de mot de passe pour pouvir retourner dans chaque zone de la carte.

## Accueil
Urban Yeti! a reçu un accueil plutôt mitigé par la critique qui apprécie son humour mais critiquant ses problèmes techniques,.
Craig Harris d'IGN relève notamment la faible fréquence d'image du jeu et autres problèmes technique déclarant : « ... à cause d'un aspect peu soigné le jeu apparaît comme s'il avait été fait par quelques gars dans leur garage... au lieu d'un jeu sortant d'un studio de développement ».
Scott Kuvin de GameZone estime quant à lui que la détection des collisions du jeu présentait quelques bug mais malgré cela, que l'humour du jeu l'emportait sur ses problème techniques.